# Hứa Quân (Triều Tiên)
Hứa Quân (chữ Hán: 許筠, Hangul: 허균, Heo Gyun; 1569 - 1618) là một thi sĩ, văn sĩ, học giả Triều Tiên.

## Tiểu sử

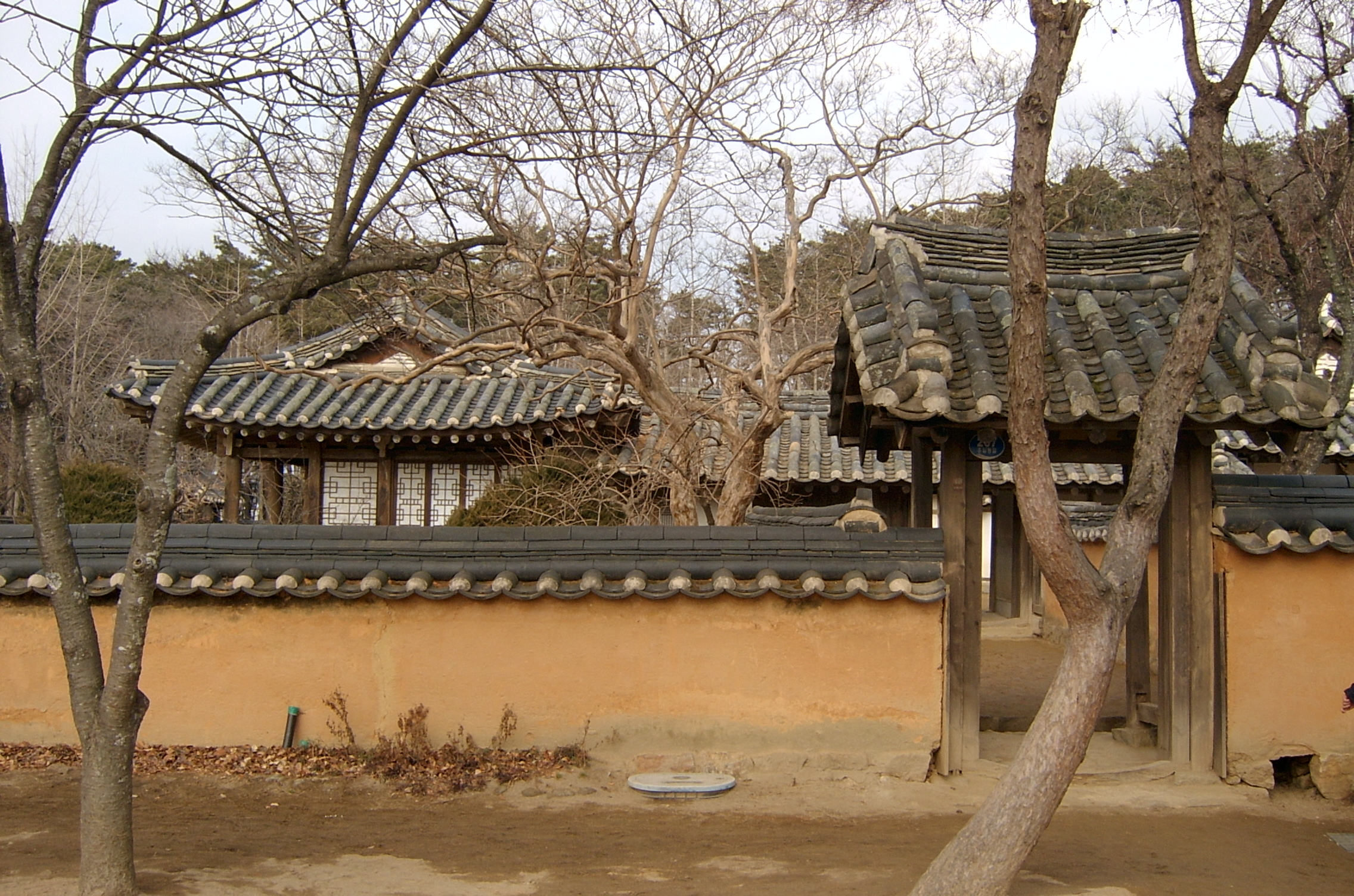
Di tích Hứa gia viên tại Giang Ninh.

Hứa Quân có tự là Đoan Phủ (端甫, 단보, Dan Bo), hiệu Giao Sơn (蛟山, 교산, Kyo San), Hạc Sơn (鶴山, 학산, Hak San), Tinh Sở (惺所, 성소, Seong So), Tinh Tẩu (惺叟, 성수, Seong Su), Bạch Nguyệt cư sĩ (白月居士, 백월거사, Baekweol Geosa), sinh năm 1569 tại thành Giang Lăng.
Quân là con trai của lưỡng ban Hứa Nghiệp với người vợ thứ họ Kim. Do xuất thân từ dòng dõi cao quý, ông sớm được tiếp nhận một nền tảng giáo dục bền bỉ và nghiêm khắc. Năm 1594, Hứa Quân vượt qua kỳ khoa cử với thành tích xuất sắc nhất.

## Tác phẩm
- Hồng Cát Đồng truyện (홍길동전, 洪吉童傳)
- Đông quốc danh sơn động thiên chú giải ký (동국명산동천주해기 東國名山洞天註解記)
- Đồ môn đại tước (도문대작 屠門大嚼)
- Nam Cung Đẩu truyện (남궁두전 南宮斗傳)
- Di tài luận (유재론 遺才論)
- Tinh Sở phúc bộ cảo (성소부부고 惺所覆瓿藁)
- Hạc Sơn tiều đàm (학산초담 鶴山樵談)
- Quốc triều thi san (국조시산 國朝詩刪)
- Nhàn tình lục (한정록 閑情錄)
- Giao Sơn thi thoại (교산시화, 蛟山詩話)
- Cổ thi tuyển (고시선 古詩選)
- Tứ thể Thịnh Đường (사체성당 四體盛唐)
- Đường thi tuyển (당시선 唐詩選)
- Tống ngũ gia thi sao (송오가시초 宋五家詩抄)
- Minh tứ gia thi tuyển (명사가시선 明四家詩選)
- Eomcheosajeon (엄처사전)
- Songoksaninjeon (손곡산인전)
- Jangsaninjeon (장산인전)
- Jangsaengjeon (장생전)
- Namgung seonsaengjeon (남궁선생전)